# Ukwimi
Ukwimi è un ward dello Zambia, parte della Provincia Orientale e del Distretto di Petauke.